# Pomona, Missouri
Pomona är en så kallad census-designated place i Howell County i Missouri. Vid 2010 års folkräkning hade Pomona 511 invånare.